# Раковщик, Леонид Максимович
Раковщик, Леонид Максимович (2 ноября 1938 год) — советский спортсмен завоевавший серебряную и золотую медали на Чемпионатах Европы по академической гребле в 1964 и 1965 году соответственно. Также занял четвёртое место на Олимпийских играх в 1964 году. Выступал в парах с Николаем Сафроновым и Игорем Рудаковым. Его жена Татьяна Маркво также участвовала в международных соревнованиях по гребле.

## Примечание
1. ↑  Раковщик Леонид Максимович. Дата обращения: 11 июня 2020. Архивировано 8 июня 2020 года.